# Josef Hub
Josef Hub (6. srpna 1907 Hostašovice – 10. října 1944 Breslau) byl český pedagog a odbojář popravený nacisty.

## Život

### Před druhou světovou válkou
Josef Hub se narodil 6. srpna 1907 v Hostašovicích na Novojičínsku. Vychodil měšťanskou školu v Novém Jičíně a vystudoval učitelský ústav ve Valašském Meziříčí. Působil jako učitel na obecné škole v Brušperku. Jeho zálibou byla radiotechnika. Od roku 1937 byl členem Československých amatérských vysílačů s volací značkou OK2DH, postavil si vlastní radiostanici. Byl dvakrát ženatý, poprvé s odbornou učitelkou Vl. Hubovou, podruhé s dámskou krejčovou Bohumilou Hubovou.

### Druhá světová válka
Po německé okupaci v březnu 1939 byla Josefu Hubovi zabavena radiostanice. Vstoupil do protinacistického odboje v organizaci Obrana národa. Pro účely odboje sestavil další dvě radiostanice a sám udržoval rádiové spojení s Moskvou. Kromě toho finančně podporoval pozůstalé po popravených odbojářích. Za svou činnost byl 7. ledna 1944 zatčen gestapem. Vysílačku vhodil do odpadní jímky, jeho žena Bohumila Hubová ale po násilném výslechu tento fakt přiznala. Josef Hub byl vězněn a vyslýchán v Moravské Ostravě. Výše zmíněnou vysílačku byl nucen rozebrat a zase složit na důkaz, že neměl žádného komplice. Následně byl převezen do Breslau. Dne 27. července 1944 byl odsouzen k trestu smrti a 10. října téhož roku popraven.

## Posmrtná ocenění
- Na počest Josefa Huba byla na kopci Buňavka nad jeho rodnými Hostašovicemi vysazena pamětní lípa, u které se konají vzpomínkové akce